# Harm Roelfsema
Harm Roelfsema (Ten Boer, 27 juli 1909 - Assen, 29 augustus 2003) was namens de Partij van de Arbeid gedeputeerde voor de provincie Groningen en burgemeester van Schiedam en Hoogezand-Sappemeer.
Roelfsema kwam in het landelijke nieuws toen hij op 16 mei 1965 aftrad als gedeputeerde. Reden hiervoor was een ernstig meningsverschil over de voorgenomen aanleg van de Eemshaven.
Loopbaan:
- 1928 - 1938 : onderwijzer aan het Instituut Gooiland in Bussum en later onderwijzer aan een Mulo in Groningen
- 1938 - 1940 : adjunct-secretaris van de stichting "de Groninger Gemeenschap"
- 1940 - 1944 : onderwijzer in Groningen
- 1945 - 1946 : rayon-directeur van de Arbeiderspers te Groningen
- 1946 - 1952 : wethouder van onderwijs in Groningen
- 1952 - 1958 : burgemeester van Hoogezand-Sappemeer
- 1958 - 1965 : gedeputeerde provincie Groningen (opgevolgd door mr. J. J. Prins, gemeentesecretaris van Hoogezand-Sappemeer)
- 1965 - 1974 : burgemeester van Schiedam

Roelfsema was opvolger van burgemeester J.W. Peek, die burgemeester was van 1946 tot 1964. Wethouder H.J. Sabel was tussen Peek en Roelfsema korte tijd waarnemend burgemeester.
Roelfsema was Officier in de Orde van Oranje-Nassau en Ridder in de Orde van de Nederlandse Leeuw. Daarnaast is aan hem de Gouden Lis van de provincie Zuid-Holland uitgereikt.
In 1981 schreef hij de autobiografie "In de ban van de tijd". In 2003 overleed Roelfsema op 94-jarige leeftijd.
- International Standard Name Identifier: 0000 0000 2638 1746
- Library of Congress Control Number: n82234295
- Nederlandse Thesaurus van Auteursnamen: 068839057
- Virtual International Authority File: 21042515
- WorldCat: E39PBJghtMG79PcyrrWrr4JRrq